# Franziskanerinnen vom Heiligsten Herzen Jesu
Die Franziskanerinnen vom Heiligsten Herzen Jesu (Rekollektinnen) sind eine römisch-katholische Ordensgemeinschaft.
Der Orden ist eine franziskanische Gemeinschaft des regulierten Dritten Ordens bischöflichen Rechts. Die Gründung erfolgte 1623 durch Johanna van Neerinck (1576–1648) in Limbourg-Dolhain mit Hilfe des Rekollektenpaters Pierre Marchant OFMRec als Reformbewegung der Franziskanerinnen.
Die Ordensregel wurde 1634 durch Papst Urban VIII. bestätigt. Erst 1698 wurde ein erstes Rekollektinnenkloster im Kloster Heidberg in Eupen in den damaligen Spanischen Niederlanden gegründet; 1875 erfolgte eine bischöfliche Anerkennung im Erzbistum Köln durch Erzbischof Paulus Melchers. Im 17. bis 19. Jahrhundert gehörten dem ursprünglichen Schulorden rund 1500 Schwestern in 44 Häusern an. Seit den 1980er-Jahren gibt es keinen Nachwuchs mehr. Das Mutterhaus befindet sich seit 1966 in Bonn-Ramersdorf, einem Kloster, das 1920 durch die Generaloberin Mutter Maria Ignatia gegründet wurde; in Ramersdorf führten die Schwestern ein Altenheim, dessen Trägerschaft sie 2009 an den Caritasverband für die Stadt Bonn übergaben. Das Kloster und das Grundstück wurden veräußert; auf einem Teil wurde das Altenheim vergrößert, auf dem anderen Teil errichtete ein Investor altengerechte Wohnungen und einen Klausurbereich für die verbliebenen Rekollektinnen, die 2018 aus dem Herz-Jesu-Kloster dorthin umzogen.
Die Schwestern der Ordensgemeinschaft sind unter anderem in der Alten- und Krankenpflege, Gemeindeseelsorge und Studentenseelsorge tätig.